# Raba Niżna (przystanek kolejowy)
Raba Niżna – przystanek osobowy w Rabie Niżnej, w województwie małopolskim w Polsce; leży na Turystycznym Szlaku Kolejowym Przez Karpaty.
W 1948 r. wybudowano przystanek kolejowy Raba Niżna w czynie społecznym na ,,Galicjance''
Ze stacji Raba Niżna pierwsze pociągi odjechały w zimę 1949 r., w tym roku stacja pojawia się w rozkładzie PKP.
Z powodu prac remontowo-modernizacyjnych linii kolejowej 104 tzw. Galicjanki. Stacja kolejowa w Rabie Niżnej ma być całkowicie zburzona i na nowo postawiona, ma być wybudowany nowy wysoki peron, ławki tablice informacyjne etc. Przystanek ma zostać przeniesiony obok ośrodka zdrowia w Rabie Niżnej tam odbudowany pod nadzorem konserwatora zabytków i będzie pełnił (w zależności od ostatecznej decyzji) funkcję świetlicy środowiskowej dla młodzieży, siedziby stowarzyszeń czy punktu informacji turystycznej.

## Galeria

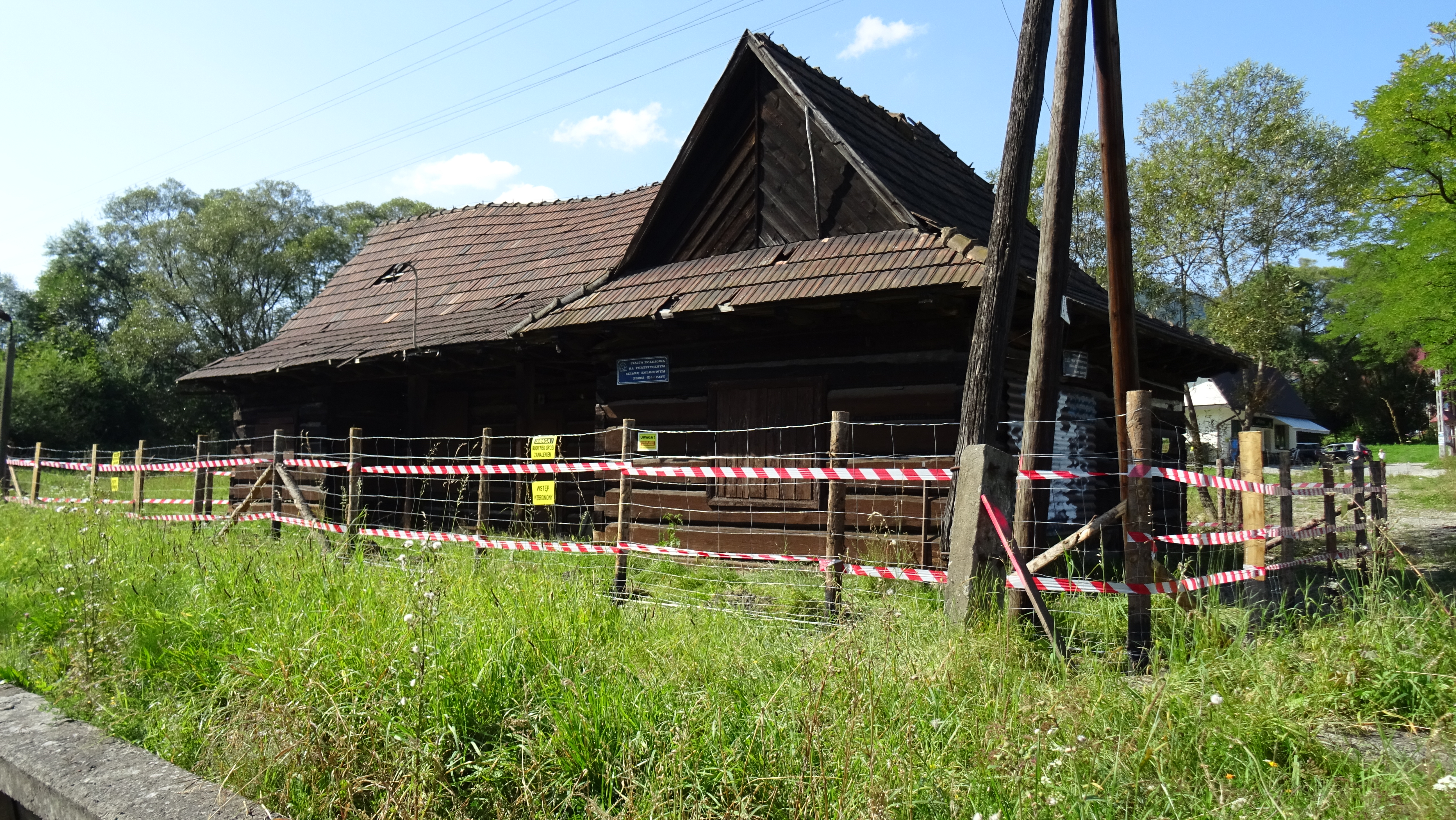
Budynek stacyjny (2023)
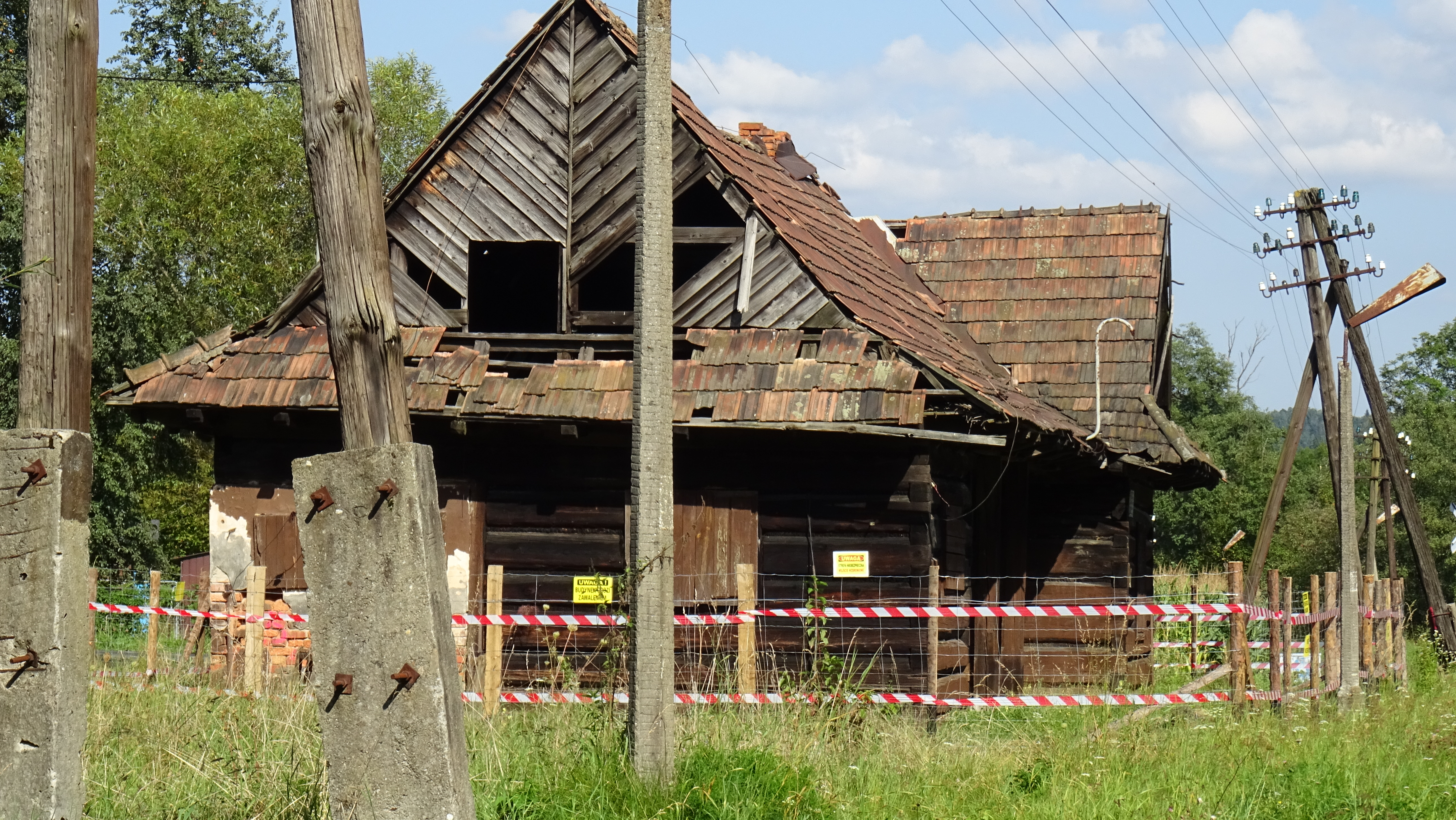
Budynek stacyjny, widok od strony Rabki-Zdrój
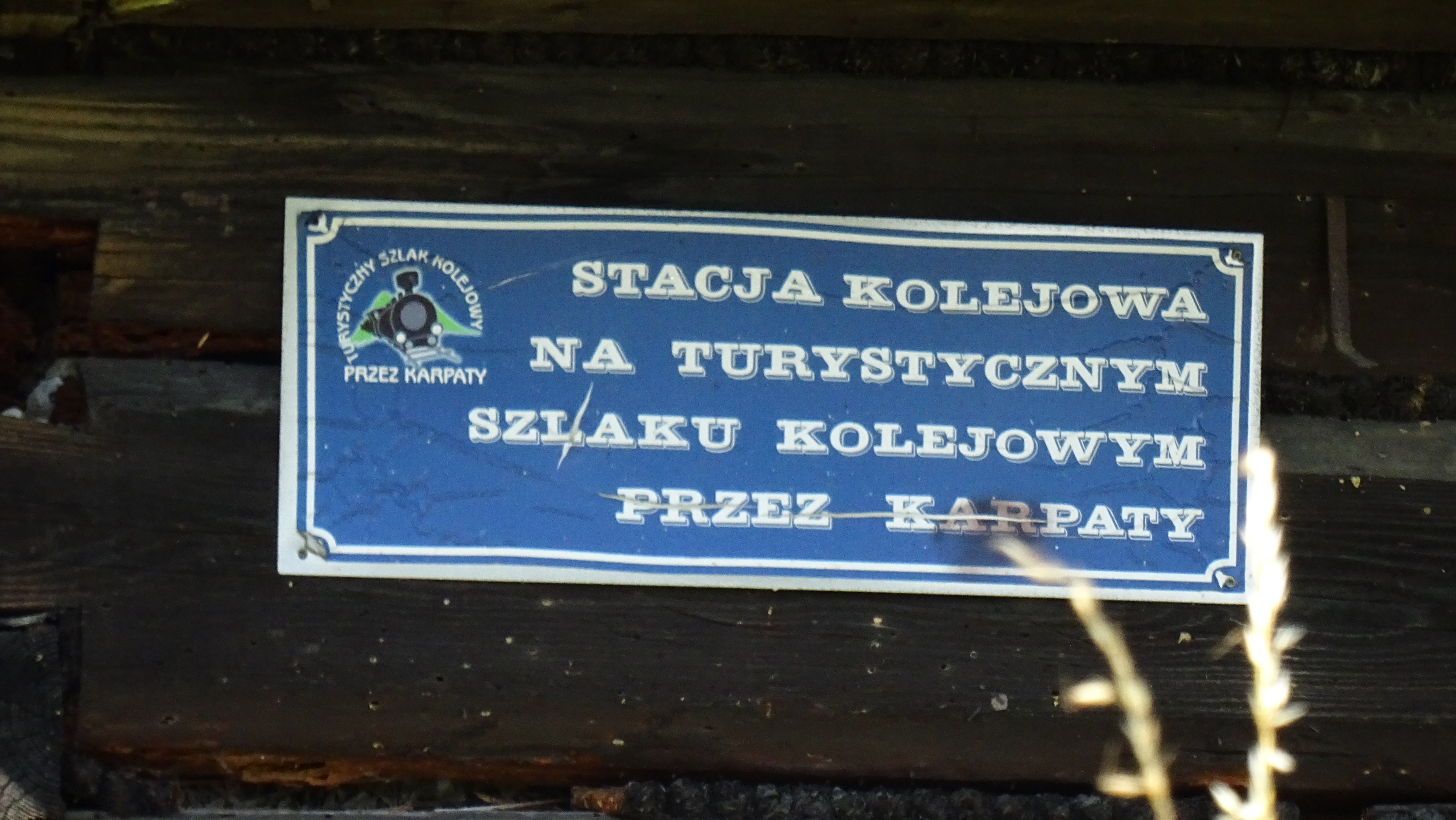
Tablica Turystycznego Szlaku Kolejowego przez Karpaty na budynku stacji